# Канал Днепр — Кривой Рог
Днепр — Кривой Рог (укр. Дніпро — Кривий Ріг) — канал, обеспечивающий подачу воды для нужд Кривого Рога.

## История
Канал начали строить в 1957 году. В декабре 1960 года строительство завершено. В 1975—1979 годах был реконструирован.

## Характеристика
Вода в канал Днепр — Кривой Рог отбирается из Каховского водохранилища у села Марьянское Днепропетровской области, подаётся в Южное водохранилище. Дальше открытым каналом вода из Южного водохранилища поступает в Крэсовское водохранилище на реке Саксагань и в систему Криворожского водопровода. Общий забор воды из Каховского водохранилища составляет 616 млн м³/год, в том числе на питьевые и технические нужды — 480 млн м³/год, на орошение — 93 млн м³/год.
Ширина канала Днепр — Кривой Рог по дну — 4 м, глубина воды колеблется от 3,6 до 4,3 м. Для защиты от размывания укосы канала покрыты слоем щебня, а для предотвращения подтопления близлежащих территорий вдоль открытого канала проложен закрытый дренаж. Длина — 41,3 км. Высота подачи — 83,6 м.
Первоначально планировалось сделать канал судоходным, что обеспечило бы ещё один маршрут перевозки горнорудных пород из Кривбасса, но проект не был осуществлён. Недавно водами из канала осуществилась частичная рекультивация Карачуновского водохранилища, ещё одной водной артерии, питающей город.